# V521 Андромеды
V521 Андромеды (лат. V521 Andromedae) — одиночная переменная звезда в созвездии Андромеды на расстоянии приблизительно 3230 световых лет (около 991 парсека) от Солнца. Видимая звёздная величина звезды — от +11,33m до +11,29m.

## Характеристики
V521 Андромеды — жёлто-белая пульсирующая переменная звезда типа Дельты Щита (DSCTC) спектрального класса F0-F2. Радиус — около 3,62 солнечных, светимость — около 24,454 солнечных. Эффективная температура — около 6750 K.